# مانوما
مانوما (انگلیسی: Manoma) یک رود در سرزمین خاباروفسک کشور روسیه است.